# Hazard (Kentucky)
Hazard è una città degli Stati Uniti d'America, situata nello Stato del Kentucky e in particolare nella contea di Perry, della quale è il capoluogo.